# Sistema directo de transliteración del alfabeto búlgaro
El Sistema directo de transliteración del alfabeto búlgaro (Streamlined System en inglés, Обтекаема система en búlgaro) fue creado en el Instituto de las matemáticas y de la informática en la Academia de Ciencias de Bulgaria en 1995 para la Comisión Búlgara para los Topónimos Antárticos. El sistema fue adoptado oficialmente por el gobierno en 2000 y en 2006, y se convirtió en la base de la Ley búlgara de la transliteración en 2009:
El sistema directo se adoptó también por la ONU en 2012 y, para el uso oficial de los Estados Unidos y el Reino Unido, por BGN y PCGN en 2013.
| А A | Б B | В V  | Г G  | Д D  | Е E   | Ж ZH | З Z | И I  | Й Y  |
| К K | Л L | М M  | Н N  | О O  | П P   | Р R  | С S | Т T  | У U  |
| Ф F | Х H | Ц TS | Ч CH | Ш SH | Щ SHT | Ъ A  | Ь Y | Ю YU | Я YA |

Este sistema es similar al sistema anterior de BGN/PCGN de 1952 para la romanización del búlgaro, que fue oficial en los Estados Unidos y el Reino Unido hasta 2013. Sin embargo, el segundo sistema transcribe las letras cirílicas Х, Ь y Ъ como KH, ’ (apóstrofo) y Ŭ, mientras que el primer sistema utiliza H, Y y A para ese propósito.

## Ilustración
Ejemplo (Artículo 1º de la Declaración Universal de los Derechos Humanos):
| Всички хора се раждат свободни и равни по достойнство и права. Те са надарени с разум и съвест и следва да се отнасят помежду си в дух на братство. |  | Vsichki hora se razhdat svobodni i ravni po dostoynstvo i prava. Te sa nadareni s razum i savest i sledva da se otnasyat pomezhdu si v duh na bratstvo. |

## Reversibilidad
El sistema no es reversible, porque А, Ж, Й, Ц, Ш, Щ, Ю, Я se transliteran de la misma manera como Ъ, ЗХ, Ь, ТС, СХ, ШТ, ЙУ, ЙА respectivamente. L. Ivanov, D. Skordev y D. Dobrev propusieron una versión auxiliar y reversible del sistema que debe emplearse en estos casos especiales cuando la recuperación exacta de las palabras búlgaras de sus formas latinizadas es una prioridad, con las letras y las combinaciones de las letras cirílicas Ъ, Ь, ЗХ, ЙА, ЙУ, СХ, ТС, ТШ, ТЩ, ШТ, ШЦ representados por `A, `Y, Z|H, Y|A, Y|U, S|H, T|S, T|SH, T|SHT, SH|T, SH|TS respectivamente.